# Renate Holm
Renate Holm (Berlin, 1931. augusztus 10. – Bécs, 2022. április 21.) német-osztrák opera-énekesnő (szoprán)  és színésznő.

## Élete
Renate Franke Berlinben született.
Őt és édesanyját evakuálták a lebombázott Berlinből a Spreewaldba, Ragowba. 
Lübbenben iskolába járt.
Ivogün Mária tanítványja lett.
Magabiztosan megszerezte az első helyezést egy énekversenyen az egykori RIAS rádióban. Azóta Renate Holmnak hívta magát.
1957 a Wiener Volksoperben debütált Helenéként Oscar Straus Varázskeringőjében.
1964-től 1991-ig a Bécsi Staatsoper tagja volt.
1965-ben feleségül ment a berlini kiadóhoz, Horst-Wolfgang Haase-hez, akivel hét évig volt házas.

## Filmjei
- 1953: Schlagerparade
- 1954: Große Starparade
- 1954: Fräulein vom Amt
- 1955: Wunschkonzert
- 1956: Wo die Lerche singt
- 1957: Schön ist die Welt
- 1957: Kein Auskommen mit dem Einkommen!
- 1957: Der Graf von Luxemburg (Luxemburg grófja filmadaptációja)
- 1958: Liebe, Mädchen und Soldaten
- 1960: Marina
- 1961: Der Bauer als Millionär
- 1963: Berlin-Melodie
- 1963: Die Entführung aus dem Serail
- 1966: Guten Abend...
- 1968: Der Vogelhändler
- 1972: Die Fledermaus (A denevér filmadaptációja)
- 1983: Der Waldbauernbub
- 1983: Waldheimat

## Önéletrajzi könyve
- Ein Leben nach Spielplan. edition q, Berlin 1991, ISBN 3-928024-44-2.

## Fordítás
- Ez a szócikk részben vagy egészben a Renate Holm című német Wikipédia-szócikk fordításán alapul.  Az eredeti cikk szerkesztőit annak laptörténete sorolja fel. Ez a jelzés csupán a megfogalmazás eredetét és a szerzői jogokat jelzi, nem szolgál a cikkben szereplő információk forrásmegjelöléseként.